# Atarjea
Atarjea  è una città dello stato di Guanajuato, nel Messico centrale, capoluogo dell'omonima municipalità.
La municipalità conta 5.035 abitanti (2015) e copre un'area di 318 km².